# فانتم دجاي إس
فانتم دجاي إس متصفح بلا صور لفتح صفحات مواقع الشبكة ومعالجتها بحسب الأوامر المتكررة التي يعينها المستخدم. المتصفح صممه آريا هدايت.